# Ciro Berardi
Ciro Berardi (* 11. Mai 1909 in Fano; † 25. November 1961 ebenda) war ein italienischer Schauspieler.

## Leben
Berardi spielte zwischen 1938 und 1952 in über fünfzig Filmen Charakterrollen; viele davon in Komödien und Melodramen. Mit Nando Bruno wurde er vom zeitgenössischen Publikum als Komikerpaar gefeiert. Seine bekannteste Rolle war die des Wirtes Alvarez in Carlo Ludovico Bragaglias Figaro qua… figaro là.

## Filmografie (Auswahl)
- 1942: Il fanciullo del West
- 1950: Figaro qui… figaro là